# Craddock Crags
Koordinaten: 80° 16′ S, 82° 8′ W
Die Craddock Crags sind eine Gruppe schroff abfallender Felserhebungen mit einer Höhe von bis zu 1450 m, die direkt östlich des Beitzel Peak in den westantarktischen Marble Hills liegen.
Sie wurden im Jahr 2004 vom amerikanischen Advisory Committee on Antarctic Names nach John P. Craddock benannt, einem Geologen und Mitglied einer Expedition des United States Antarctic Program ins Ellsworthgebirge in den Jahren 1979/80.